# جرذاوات قطنية
الجرذاوات القطنية (الاسم العلمي: Sigmodontinae) هي أسرة من الحيوانات تتبع فصيلة الفأرية من رتبة القوارض.
هي واحدة من التصنيفات الأكثر تنوعا ضمن الثدييات وتشمل جرذان وفئران العالم الجديد، مع ما لا يقل عن 376 نوعا.

## قبائل
- الجرذاوية القطنية
- جرذان متسلقة
- جرذان الخشب
- فئران بيض الأقدام
- جرذان الأرز
- فئران توماسية
- فئران حمراء الأنف
- فئران الحقل اللاتينية أو فئران أوكودون
- فئران ورقية الأذن
- جرذان الماء
- جرذان آكلة السمك

## أجناس
- جرذ القطن يضم 10 أنواع
- فأر قزمي يضم نوعين
- فأر بني يضم نوعين
- فأر شجري برازيلي يضم نوع واحد